# Cornèlia Africana la Major
Cornèlia Escipió o Cornèlia Africana, dita la Major (llatí: Cornelia Scipionis Africana Maior), va ser la filla gran de Publi Corneli Escipió Africà el vell i d'Emília Tèrcia. Formava part de la gens Cornèlia, i era de la família dels Escipions.
Es va casar amb Publi Corneli Escipió Nasica Corculum, que era cosí segon seu. Va tenir un fill, Publi Corneli Escipió Nasica Serapió, que a jutjar per l'any en què va ser cònsol, el 138 aC, Cornèlia es devia casar cap als anys 184-183 aC. Cornèlia va tenir tres germans: Publi, Luci i Cornèlia la Menor anomenada Menor.